# 星咲花那
星咲 花那（ほしざき かな、1994年5月30日 - ）は、日本の女性歌手。群馬県出身、愛称は「おかな」。

## 経歴
- 小さい頃から歌う事が好き。小学6年生の頃に韓国出身の歌手・MAYのライブへ行ったことがきっかけで「歌手になりたい」と思うようになる[3]。
- 高校、大学を通して軽音楽部に所属しボーカルを担当。高校生の時に結成したバンドでは、高校生音楽フェスティバルで準グランプリを受賞。
- 2015年4月より秋葉原ディアステージに所属[4]。「かな」名義で『アイカツ!』、『アイカツスターズ!』の楽曲を歌うユニット『AIKATSU☆STARS!』のメンバーとなる。『アイカツ!』では天羽まどか・堂島ニーナの歌唱担当、『アイカツスターズ!』では二階堂ゆず・香澄真昼の歌唱担当をしている[1]。
- 『クラシカロイド』（モーツァルト歌唱）、『モンソニ! ダルタニャンのアイドル宣言』（Angely Diva/ラファエル歌唱）、『ユアマジェスティ』（カンタレラ歌唱）などの歌唱も担当（「星咲花那」名義）。
- 2018年2月27・28日に日本武道館で開催された『アイカツ! ミュージックフェスタ in アイカツ武道館！』をもって、「AIKATSU☆STARS!」が『アイカツ!シリーズ』より卒業[5][6]。
- 2019年5月29日、1stシングル「Song Flower」をリリース。
- 2020年11月3日、Youtubeチャンネル「おかなわーるど / 星咲花那」を開設。
- 2021年5月から1年間、緒方恵美が立ち上げた無料の声優私塾『Team BareboAt』の追加メンバー第二期生に、約500名の中から選ばれる[7][8]。
- 2022年春、『Cheer球部!』の白波瀬万裕役で声優デビュー[9]。
- 2025年、バーチャルタレントとして活躍する声優メタバース系番組「声優PROTOTYPE」を参加[10]。

## 人物
- 身長157cm[1]。
- 声楽の専門的な教育などは受けておらず、本人曰く「音楽知識は全くない[注 1]」が、歌唱力に定評がある[12]。
- 「聞いてくれる人を幸せにできる」歌手、シンガーソングライターを目指して活動中[13]。

### 生い立ち・性格
- よく使うTwitterハッシュタグに「#うごく星咲」、「#おかなの弾き語り」があり、後者には2018年4月現在で2曲の動画が投稿されている。
- 「星咲花那」という名前の由来は、『星が花のように咲いてみんなの心の中で輝き続ける』[14]。
- 自他共に認める天然。

### 趣味・特技
- 特技は水泳と卓球[2]。
- 猫が大好きで、「お猫様」の画像を求めることもある。猫の中で特に好きなのはマヌルネコやシャルトリュー。
- 好きな色は黄緑。
- 趣味はカラオケ、ギター弾き語り、音楽鑑賞、ランニング[2]、そしてアニメやゲーム[1]。
- 好きな食べ物は焼き芋とパンケーキ。『AIKATSU☆STARS!』内の「もぐもぐ部隊」の隊員でもある。

### 家族・交友関係
- 妹がいる[15]。
- 『AIKATSU☆STARS!』の中では、松岡ななせ、天音みほと仲が良い。
- 歌手の河野万里奈と仲が良く、よくイベントに呼ぶなどして、何度も共演している。イベント以外でも話す機会があり、お互いの歌声を褒めあった[16][17][18][19]。

## ディスコグラフィ

### 未音源化楽曲
| 発表日        | タイトル           | 備考                           |
| ------------- | ------------------ | ------------------------------ |
| 2019年4月26日 | リンゴの輪舞曲     | 舞台「四月の霊」主題歌と挿入歌 |
| 2019年4月26日 | ヒカリのメヌエット | 舞台「四月の霊」主題歌と挿入歌 |

### 歌手参加楽曲
| 発売日   | 商品名                                        | 歌                                     | 楽曲 | 備考                                                    |
| 2016年   | 2016年                                        | 2016年                                 | 2016年 | 2016年                                                  |
| -------- | --------------------------------------------- | -------------------------------------- | --- | ------------------------------------------------------- |
| 12月21日 | クラシカロイド MUSIK Collection Vol.1         | 星咲花那                               | 「アイネクライネ・夜のムジーク」 | テレビアニメ『クラシカロイド』挿入歌                    |
| 2019年   |                                               |                                        | |                                                         |
| 6月14日  | キズナ Sparkling World [モンソニ!]            | Angely Diva                            | 「キズナ Sparkling World 」 | Webアニメ『モンソニ! ダルタニャンのアイドル宣言』劇中歌 |
| 7月6日   | Try Again [モンソニ!]                         | Angely Diva                            | 「Try Again」 | Webアニメ『モンソニ! ダルタニャンのアイドル宣言』関連曲 |
| 2020年   |                                               |                                        | |                                                         |
| 8月26日  | 羞恥心に殺される                              | 乱躁滅裂ガールズ                       | 「乱躁滅裂ガール」 |                                                         |
| 2023年   |                                               |                                        | |                                                         |
| 7月4日   | ユアマジェスティ 1st アルバム「YOUR MAJESTY」 | カンタレラ (星咲花那)                  | 「天使のクラリオン」 「永遠の雫をひとつ」 「Libera me」 「Finale.」 「Lily of the Valley」                                                                                                  | ゲーム『ユアマジェスティ』関連曲                        |
| 7月4日   | ユアマジェスティ 1st アルバム「YOUR MAJESTY」 | カンタレラ (星咲花那)、マーニャ (秋奈) | 「Sweet Melty Magic!」 | ゲーム『ユアマジェスティ』関連曲                        |
| 7月9日   | Ups & Downs [モンソニ!]                       | Angely Diva                            | 「Ups & Downs」 | Webアニメ『モンソニ! ダルタニャンのアイドル宣言』関連曲 |
| 時期未定 |                                               |                                        | |                                                         |
|          |                                               | 星咲花那                               | 「深海獣王 キングデプス」 「音叉怪獣 ゾォリグゼン」 「超雑食怪獣 オムニバロン」 「頭突き怪獣 ボグジィロン」 「潮流怪獣 ボワッドス」 「鳥人獣 フォウゲリアン」 「液状化怪獣 ミグゾガスタァ」 | TVアニメ『KJファイル』挿入歌                            |
|          |                                               | 空野青空、星咲花那                     | 「双頭雷龍 ダイギラファン」 「凶悪親子怪獣 ダイダインガ」 | TVアニメ『KJファイル』挿入歌                            |
|          |                                               | 樫原伸彦、星咲花那                     | 「黒霧怪獣 ゲソラマリ」 | TVアニメ『KJファイル』挿入歌                            |
|          |                                               | 岡本幸太、星咲花那                     | 「深海獣妃 クィンデプス」 | TVアニメ『KJファイル』挿入歌                            |

### キャラクターソング
| 発売日  | 商品名                                                                                          | 歌 | 楽曲                              | 備考                               |
| 2022年  | 2022年                                                                                          | 2022年                                                                                                   | 2022年                            | 2022年                             |
| ------- | ----------------------------------------------------------------------------------------------- | --- | --------------------------------- | ---------------------------------- |
| 3月30日 | Cheer球部！トップオブダイヤモンド 2nd Battle CD「薄紅のカノン / アーティスティック☆ドリーマー」 | 水陸VENUS                                                                                                | 「アーティスティック☆ドリーマー」 | 「Cheer球部!」関連曲               |
|         |                                                                                                 | カルビちゃん（千賀光莉）、ハラミちゃん（並木さくら）、サガリちゃん（星咲花那）、てっちゃん（吉良さゆり） | 「とりあえずカルビちゃん」        | 『とりあえずカルビちゃん』テーマ曲 |

## 出演
太字はメインキャラクター。

### テレビアニメ
2024年
- 闇芝居 十二期

2025年
- もっとアニマルパークへいこ！（もか)

### メディアミックスプロジェクト
- Cheer球部!（2022年 - 、白波瀬万裕[9])
- とりあえずカルビちゃん（2023年 - 、サガリ[23])

### PV
2024年
- リバース：1999 J PV「疾走のガイドブック」（パウリナ）

### 舞台
2016年
- 07月14日 - 19日　対胤《TWIN》〜二人の羅刹〜（シアターKASSAI） - 風花 役 / 日菜 役

- 11月26日　また、笑いのツボ〜ただやってみたかっただけ〜（ステージカフェ下北沢亭） - ゲスト

- 12月07日 - 11日　GIRLS TREK（シアター・ブラッツ） - 高山杏 役

2017年
- 07月13日 - 17日　わたしはTOKIOのVASガール!!（シアターKASSAI） - 胡桃沢れもん 役

2018年
- 03月11日　劇団☆ディアステージ 第一回旗揚げ公演「殺し屋と悪魔」（労音大久保会館R'sアートコート）

2022年
- 05月05日 Team BareboAt（チーム・ベアボート）実験公演 Vol.2「囁きの花束 2022 -healing reading live-」（代官山豆風ライブハウス・晴れたら空に豆まいて） - 『涙が出るから』リサ 役

2024年
- 01月26 - 29日 劇団ディアステージ第8回公演『カーリングの女神ちゃん ～ストーンは君を裏切らない～』（労音大久保会館R'sアートコート）
- 03月26日 - 31日 ガールズ演劇ユニット【メイホリック】メイホリックシアター16 朗読劇『美術室に置き去りにされた天使』（シアターサンモール）
- 朗読劇『キミに贈る朗読会 ピグミーシーホース』（2024年10月26日 - 27日、MsmileBOX渋谷）- ナンシー 役

### WEBラジオ・音声配信
- 河野万里奈「弾き語り生放送 ～Next Batter's Circle 13　-Festival- 〜」- ゲスト出演 (2016年11月13日)[34]
- クラシカロイド 「ムジークちゃんねる 特別編　歌手座談会 」(2017年1月28日)[35]
- 河野万里奈「弾き語り生放送 ～Next Batter's Circle 39 -dog- 〜」- ゲスト出演 (2018年1月11日)[36]
- ODAIBA Rainbow Station - ゲスト出演 (2019年7月5日)[37]
- ささかまリス子の生配信『夜はささくれ。』 - ゲスト出演 (2021年10月28日、YouTubeLive)[38]
- 「Cheer球部！RADIO！かっせ！かっせ！Qace！」- 第12回ゲスト (2022年2月25日、音泉)[39]
- 声優メタバース系番組「声優PROTOTYPE」(2025年 - )[10]

#### 「かな from AIKATSU☆STARS!」名義
- AIKATSU☆STARS！のラジカツ！（2015年9月7日 - 2016年3月28日、Lantisネットラジオ）[40][41]
- ラジカツスターズ！（2016年4月11日 - 2018年3月26日、Lantisネットラジオ）[42]
- 電波ラボラトリー#023 後半ゲスト（2017年4月28日、ニコニコ動画）[43]
- 『アイカツ！ミュージックフェスタ2017 LIVE Blu-ray アイカツスターズ！盤』オーディオコメンタリー（2017年11月29日、あにてれ）[44][45]
- 『アイカツ！ミュージックフェスタ2017 LIVE Blu-ray アイカツ！盤』オーディオコメンタリー（2017年12月2日、あにてれ）[44][45]
- 『ラジカツスターズ！』公開録音in富士急ハイランド（2018年3月10日、Lantisネットラジオ）[46]
- 『アイカツ！ミュージックフェスタ inアイカツ武道館＜DAY2＞』スペシャルコメンタリー（2019年3月31日、あにてれ）[47]
- 『オケカツ』2nd Stage 歌唱 Blu-ray (2020年3月26日)[48]

## イベント・ライブ
2016年
- 12月02日　河野万里奈ワンマンライブ「ぼくらのバッターボックス」（渋谷Glad） - ゲスト

2017年
- 03月21日　DEARSTAGE WEEK 2017（品川プリンスホテル Club eX）
- 05月20日 - 21日　夢見る☆ディアステージ（サンリオピューロランド）
- 08月13日　艶めく☆ディアステージ（新橋演舞場）
- 10月31日　甦える☆ディアステージ（リキッドルーム/かなピピ）
- 11月04日 - 05日　甦える☆ディアステージ（秋葉原ディアステージ）
- 12月16日　聖なる☆ディアステージ（舞浜アンフィシアター）

2018年
- 01月28日　DSunplugged（六本木VARIT）
- 03月31日　DEARSTAGE WEEK Day6 Canaries（品川プリンスホテル Club eX）
- 04月15日　ウダガワガールズコレクション Vol.353（渋谷gee-ge）-オープニングアクト
- 04月29日　TONEAYU 5th ONEMAN LIVE『骨抜きPARTY!-生誕サファイア2018-』（渋谷clubasia）- Special Opening Guest
- 05月11日　高円寺HIGH感謝祭2018～いつもありがとう～（高円寺HIGH）
- 05月13日　ウダガワガールズコレクション Vol.367（渋谷gee-ge）-メインアクト
- 05月26日、30日、6月2日　夢みる☆ディアステージ in サンリオピューロランド 2018 2度寝（サンリオピューロランド）
- 06月10日　星咲花那バースデーワンマンライブ〜Star☆Flower〜（高円寺HIGH）
- 07月21日　旅する☆ディアステージ～信濃編～　夜の部（長野 CLUN JUNK BOX）
- 07月22日　旅する☆ディアステージ～越後編～　夜の部（新潟Live House 柳都SHOW！CASE！！）
- 08月04日　ウダガワガールズコレクション Vol.405（渋谷gee-ge）-メインアクト
- 08月19日　ささかまリス子爆誕フェス～秋葉原Bon Voyage～（秋葉原ディアステージ）
- 08月26日　我楽多祭～里咲夏祭り～（渋谷WWW X）
- 09月15日　ウダガワガールズコレクション Vol.425（渋谷gee-ge）-メインアクト
- 09月29日　ディア☆カラ（第1部）（品川J-SQUARE）
- 10月15日　花那のこと、知ってるかな？～初めまして星咲花那です～（品川J-SQUARE）
- 11月13日　あまねく響く声（北参道ストロボカフェ）
- 11月19日　今夜の相方、里咲りさVol.4（新宿NAKED LOFT）
- 11月26日　ウダガワガールズコレクション Vol.456（渋谷gee-ge）-メインアクト
- 12月01日　ウダガワガールズコレクション Vol.458（渋谷gee-ge）-メインアクト
- 12月11日　星咲花那のChristmas☆Live 2018！〜おかなと一緒に特別な夜を過ごそう〜（品川J-SQUARE）
- 12月18日　【DEAR◆HOLIC】Chapter 2〜Christmas The Star Night〜（Shibuya 7th FLOOR）

2019年
- 01月26日　みきちゅバースデーライブ'19
- 02月13日　クラシカロイド音楽祭　～ムジークLIVE＆ピアノコンサート～（品川プリンス ステラボール）
- 03月16日　堀越せな生誕祭+デビュー４周年記念ライブ｢SENA｣～前夜祭～（名古屋ディアステージ） * シークレットゲストとして出演
- 03月22日　クラシカロイド音楽祭♯ ～ムジークLIVE ＆ ピアノコンサート～（中野サンプラザホール）
- 04月30日　平成最後のエモ歌ライブ（渋谷チェルシーホテル）
- 05月14日　デリッシャス！vol．1～フルコース～（下北沢GARDEN）
- 05月25日　星咲花那バースデーライブ＆1stシングルリリース記念〜あの日みた夢のはじまり〜（科学技術館サイエンスホール）
- 05月26、28、29、31日、6月1、2、8、9、14、16日、7月20日　星咲花那 1st Single 「Song Flower」リリースイベント（東京・ららぽーと立川立飛、エンタバアキバ、タワーレコード池袋、VV渋谷本店、アニメイト新宿、Space emo池袋、HMVエソラ池袋、カレッタ汐留、タワーレコード京都、大阪・ディスクピア日本橋、名古屋・イオンタウン千種）
- 06月15日、22日　たぬきゅん＆キティのズッ友♡Forever in サンリオピューロランド 2019（サンリオピューロランド）
- 07月04日　「桜野羽咲／劇薬のシュロギスモス」＆「星咲花那／Song Flower」CD発売記念インストアイベント（AKIHABARAゲーマーズ本店）
- 07月06日　Mi☆nA／星咲花那／愛野えり ディアステージアーティスト合同イベント（ソフマップAKIBA）
- 07月14日　＃DSPM EXTRA（新宿LOFT）
- 08月10日　#DSPMEXTRA（新宿LOFT）
- 08月22日　「デリッシャス vol.4 ～ささかまリス子生誕スペシャル ビュッフェ～」（TSUTAYA O-nest）
- 11月03日　Tonami Nowa Birthday Live ～START～（青山RizM）
- 11月03、13、16、17日、12月1、7、8、14、15日　星咲花那2ndシングルリリースイベント（青山RizM、ヴィレッジヴァンガード渋谷本店、アリオ葛西、HMV recordshop 新宿ALTA、エンタバアキバ、HMV栄、ディスクピア日本橋・アニメイト大阪日本橋、VVPLUSイオンレイクタウンmori）
- 11月19日　エリーゼうさぎとメリーの集い第14次集会 4周年記念スペシャル～秋の放課後TEA TIME～（秋葉原ディアステージ）
- 11月24日　星咲花那ワンマンライブ「Try! Try! Try!」（TSUTAYA O-nest）
- 12月25日　エアトリ presents 毎日がクリスマス2019 ～ 聖なる☆ディアステージvol.2（横浜赤レンガ倉庫）

2020年
- 01月18日　星咲花那2ndシングルリリースイベント（高崎OPA）
- 02月11日　MIKICHU BIRTHDAY LIVE2020（SHIBUYA TAKE OFF7）　
- 02月23日　閃光プラネタゲートSPECIAL THE SHOW「アザラシは時空を超えて」（大久保R'sアートコート）- 飼育員役　
- 02月24日　桜野羽咲「闇夜の歌姫」& 星咲花那「星空ソングライター」発売記念インストアイベント （タワーレコード錦糸町パルコ店）
- 03月27、29日　DSPM STREAM Festival 前夜祭、day 2（オンライン配信）　
- 010月25日 スポーツの秋！音楽の秋！今こそ引きこもれ！DSインドア体育音楽祭（オンライン配信）
- 011月3日　星咲花那バースデーライブ2020〜わたし色ワンダーランド〜 （R'sアートコート）

2021年
- 02月28日　Risuko Sasakama 11th Anniversary Live!（青山月見ル君想フ）
- 7月25日　Mahiru Kurumizawa 9th Anniversary（秋葉原ディアステージ）- ゲスト出演 (主に物販けど歌もあり)
- 08月22日『ささかまリス子presents わくわくディアガTV10時間スペシャル！』- ゲスト出演（秋葉原ディアステージ）
- 10月30日　ささかまリス子と星咲花那によるライブ「8月のアリア」（Chat Noir Yokohama）
- 11月3日 #ディアステ文化祭2021（新宿BLAZE）
- 11月28日 星咲花那★BIRTHDAY LIVE！2021〜Departures!!!〜（TSUTAYA O-nest）

2022年
- 04月29日 松岡ななせライブ「Dazzling」（新宿DREAM STORE）- ゲスト出演
- 07月31日 ユアマジェスティ リアルイベント 「ユアマジェ・パーティ」（コナミクリエイティブセンター銀座）
- 08月27日 ユアマジェスティ リアルイベント 「第２回ユアマジェ・パーティ」（コナミクリエイティブセンター銀座）
- 09月10日 「星咲花那 "星"誕祭2022 メタモルフォーゼ！」（Spotify O-nest）
- 10月15日 星咲花那3rd シングル「Go My Way!! / メタモルフォーゼ」発売記念「おかなLive&cafe」（秋葉原ディアステージ）
- 10月23日 ARCANA PROJECT 主催イベント「ACE of CUPS Vol.6」（Spotify O-nest）
- 12月10日 美谷玲実 芸能活動12周年記念 アコースティックライブ「You Are my Special Guest!」（川越RISM）

2023年
- 01月08日 吉河まつり2023（秋葉原TwinBox GARAGE）
- 02月25日 ユアマジェスティ 初LIVE「MAJESTIC LIVE」（KT Zepp Yokohama）
- 03月04日 ささかまリス子LAST（秋葉原ディアステージ）- ゲスト出演
- 06月11日 星咲花那"星"誕祭2023★8th Anniversary Party! 君がいるから（宇田川GARRET）
- 07月16日 胡桃沢まひる11周年イベント（秋葉原TwinBox GARAGE） - ゲスト出演
- 10月08 - 9日 ユアマジェスティ 3rd ライブ「MAJESTIC LIVE - Door of Hope -」（幕張メッセ　11ホール）
- 11月26日 アニソン、ゲーソンイベント『AGS-New Generation-Vol.29』（池袋LIVE INN ROSA） - ゲスト出演
- 12月10日 胡桃沢まひる生誕祭2023（秋葉原ディアステージ） - ゲスト出演
- 12月28日「2023年内最後にやらせてください！！ 星咲花那4thシングルミニリリイベライブ開催！」（秋葉原ディアステージ）
- 12月28日「まひかな年忘れパーティー」（秋葉原ディアステージ）

2024年
- 04月29日「4月29日だよ！みんな集合！」（原宿ストロボカフェ）- ゲスト出演
- 05月18日 デリッシャス＋〜スターフルーツ〜（大塚HeartsNEXT）
- 05月25日 胡桃沢まひるちゃんの12周年イベント - ゲスト出演（秋葉原ディアステージ）
- 06月29日 「星咲花那BIRTHDAY LIVE 2024〜Rainbow after the rain〜」

（shibuya CYCLONE）

### 「かな from AIKATSU☆STARS!」名義
2019年以降みられる「かな」名義での出演を含む。
2015年
- 04月29日、5月2日　STAR LIGHT PARTY（東京ドームシティ ラクーアガーデンステージ、科学技術館サイエンスホール、あべのキューズモール）
- 05月30日　@JAM2015（Zepp DiverCity TOKYO）
- 05月31日　Premium Pretty Party（ダイバーシティ東京）
- 06月20日　東京おもちゃショー2015（東京ビッグサイト）
- 06月28日　STAR☆ANIS スペシャルLIVE TOUR SHINING STAR* （東京NHKホール）
- 07月11日　MBS たいバーン!!LIVE〜アニソン編〜（梅田Quattro）
- 07月26日　Wonderful Summer Party（横浜クイーンズスクエア クイーンズサークル） ※2015年7月4日の雨天延期の代替開催
- 08月15日　ちゃおサマーフェスティバル in 横浜　ちゃおステージミニライブ（パシフィコ横浜）
- 08月21日　劇場版アイカツ!ミュージックアワード　公開記念ミニライブ（新宿バルト9）
- 08月22日 アイカツ！ミュージックアワード　公開記念オールナイト上映会（新宿バルト9）
- 11月05日　DEARSTAGE SHOWCASE 2015（赤坂BLITZ）
- 11月21日　AIKATSU☆STARS! アイカツ!スペシャルLIVE2015 Lovely Party!!（中野サンプラザ）

2016年
- 01月30日　Happiness Tour《TOKYO☆STAGE》（ラクーアガーデンステージ）
- 02月14日　Happiness Tour《OSAKA☆STAGE》（あべのキューズモール）
- 03月19日 - 21日　アイカツ!ミュージックフェスタ2016（TOKYO DOME CITY HALL）
- 04月30日　MONACAフェス2016（大宮ソニックシティ）
- 05月04日、7 - 8日　組生スカウトキャラバン（イオンモールりんくう泉南、イオンレイクタウンkaze）
- 05月15日　劇場版アイカツスターズ!ムビチケ×アイカツカードお渡し会（ヨドバシAkiba）
- 06月11日　東京おもちゃショー2016（東京ビッグサイト）
- 06月24日　DEARSTAGE SHOWCASE 2016（品川ステラボール）
- 07月23日　AIKATSU☆STARS!ハルナツ感謝祭（科学技術館サイエンスホール）
- 08月14日　劇場版アイカツスターズ!舞台挨拶とマルイアネックス来店イベント（T・ジョイSEIBU大泉、シネマサンシャイン池袋、新宿マルイアネックス)
- 08月15、21日　劇場版アイカツスターズ!公開記念イベント「夏だ!ライブだ!アイカツ!だっ!!!」（ラゾーナ川崎、エアポートウォーク名古屋）
- 08月20日　ちゃおサマーフェスティバル in 横浜　ちゃおステージミニライブ（パシフィコ横浜）
- 08月27日　劇場版アイカツスターズ!ミニライブ付上映会（丸の内TOEI）
- 10月01日　四ツ星学園音楽祭（池袋サンシャインシティ噴水広場）
- 10月15日　SAPPORO!ANI-HIGH!（Zepp Sapporo）

2017年
- 02月26日　かなざわアニメソングフェス2017（本多の森ホール）
- 03月25日 - 26日　アイカツ!ミュージックフェスタ2017（パシフィコ横浜）
- 04月16、23日 ヴィーナスアーク来航記念！デビューイベント（ラゾーナ川崎、エアポートウォーク名古屋）
- 05月28日 @JAM2017（Zepp DiverCity）
- 07月08日 Fantastic Summer Festival （東京ドームシティ ラクーアガーデンステージ）
- 08月15日、9月10日 アイカツ！フェス☆（エアポートウォーク名古屋、ラゾーナ川崎）
- 10月28日　中野×杉並アニメフェス2017（座・高円寺2）
- 10月29日 大都会岡山アニソンLIVE（岡山コンベンションセンター）
- 11月25日 かけがわポップカルチャーサミット（掛川城公園 三の丸広場）
- 12月17日 AIKATSU☆STARS! FUJIYAMA LIVE!（富士急ハイランド マッドマウス前特設ステージ）

2018年
- 01月6、8、14、27日　アイカツスターズ!スペシャルLIVE TOUR〜Music of Dream!!!〜宮城、東京、大阪、愛知、福岡公演（仙台銀行ホール イズミティ21、TOKYO DOME CITY HALL、オリックス劇場、瀬戸市文化センター、福岡国際会議場）
- 02月14日 「アイカツ！ミュージックフェスタ in アイカツ武道館」直前緊急企画特別番組（あにてれ）
- 02月27日 - 28日 アイカツ！ミュージックフェスタ in アイカツ武道館！（日本武道館）
- 03月10日　富士急ハイランド・ラジカツスターズ公開録音（富士急ハイランド）

2019年
- 06月21日 20th Anniversary Live ランティス祭り2019 A・R・I・G・A・T・O ANISONG（幕張メッセ）
- 09月29日　アイカツスターズ！感謝祭　「We are STARS」（日本青年館ホール）

2020年
- 01月11日 アイカツオンパレード！ユニットライブツアー　ユニパレ！（BOTTOM LINES）
- 01月13日　AIKATSU!STYLE&AIKATSU!STYLE for Lady Limited Shop ～冬晴2020～@新宿マルイアネックスお渡し会（新宿マルイアネックス）

2022年
- 02月19日 アイカツスターズ！5周年特別番組「Resound Stars!」（オンライン配信）
- 08月30日 『オケカツ！』2nd Stage 10th Ver.（サントリーホール）
- 09月17日 ＣＤＴＶライブ！ライブ！フェスティバル！２０２２（東京ガーデンシアター）
- 11月26日 「アイカツ！シリーズ 10th Thanks Party」 ＜2nd month＞（LINE CUBE SHIBUYA）
- 12月26日 アイカツ！シリーズ 10th Thanks Party ＜3rd month＞（中野サンプラザ）

2023年
- 02月18 - 19日 「アイカツ！シリーズ 10th ANNIVERSARY アイカツ！ミュージックフェスタ FINAL」（東京ガーデンシアター）
- 12月25日 アイカツスターズ！アコースティックライブ『Resound Stars！―星々のクリスマス― 』（日本橋三井ホール）

2024年
- 03月02日『アイカツ！デザインマートPOP UP SHOP』神戸 お渡し会（神戸マルイ）

## その他コンテンツ
- フリーペーパー ILCAP@pper vol.5 - フォトモデル[192]
- Yuki Kamiya 個展「 みえる ミエル 見える展」（表参道ROCKETS）- 衣装撮影[193][194]